# Koszmosz–19
A Koszmosz–19 (oroszul: Космос–19) szovjet DSZ–P1 típusú radarcél-műhold.

## Jellemzői
A dnyipropetrovszki Juzsnoje tervezőirodában kifejlesztett és épített DSZ–P1 típusú radarcél-műhold, mely a szovjet ballisztikusrakéta-elhárító és űrvédelmi rendszer távolfelderítő lokátorainak kifejlesztéséhez szükséges tesztekre szolgáltak. 1963. augusztus 6-án a Kapusztyin Jar rakétakísérleti lőtérről a Majak–2 indítóállásból egy Koszmosz–2I (63SZ1) rakétával juttatták alacsony Föld körüli pályára. A 92,1 perces, 48.9 fokos hajlásszögű, elliptikus pálya elemei: perigeuma 497 kilométer, apogeuma 267 kilométer volt. Hasznos tömege 355 kilogramm. A sorozat felépítését, szerkezetét, alapvető fedélzeti rendszereit tekintve egységesített, szabványosított tudományos-kutató űreszköz. Áramforrása kémiai és napelemtáblás technika volt.
1964. március 30-án 237 nap után, földi parancsra belépett a légkörbe és megsemmisült.

## Külső hivatkozások
- Koszmosz–19. nasa.gov. (Hozzáférés: 2013. április 7.)
- Koszmosz–19. lib.cas.cz. [2013. október 13-i dátummal az eredetiből archiválva]. (Hozzáférés: 2013. április 7.)